# ادير ايول

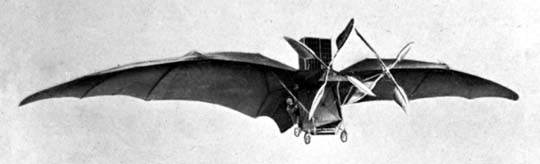
L'Avion III de Ader, conçu 7 ans plus tard sur les bases d'Éole.

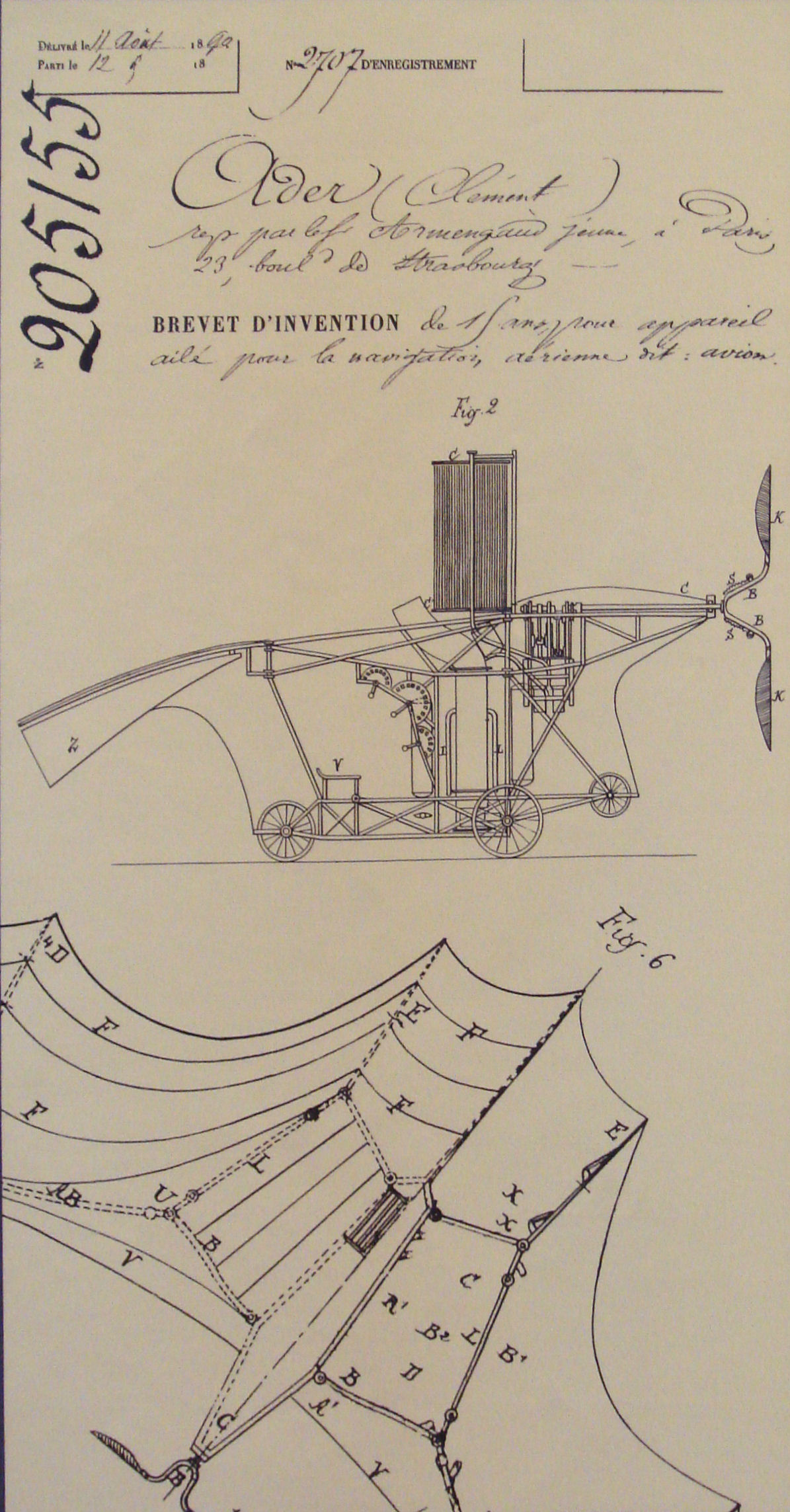
افيون براءات الاختراع كليمنت أدر الفرنسي 205155، 19 أبريل 1890..

ادير ايول أو افيون (بالإنجليزية: Ader eole)‏، هي واحدة من أوائل الطائرات المبكرة الرائدة، كانت تعمل بطاقة محرك بخاري، طورها وبناها كليمان آدر في فرنسا في عام 1890، والذي سماه على اسم إله الرياح اليوناني الروماني أيولوس . واستطاع أن يرتفع بها إلى حوالي 20 سم فوق سطح الأرض، ولمسافة تقدر بحوالى 50 مترا،